# Макдональд, Майкл (комик)
Майкл Джеймс Макдональд (англ. Michael James McDonald; род. 31 декабря 1964) — американский комик, актёр, режиссер, писатель. Наиболее известен благодаря участию в скетч-шоу Mad TV.

## Биография
Макдональд родился в Фуллертоне, Калифорния. Он окончил католическую начальную школу Святой Юлианы в Фуллертоне, а затем поступил в среднюю школу Сервите в Анахайме, Калифорния, и окончил университет Южной Калифорнии по специальности «Бизнес».
После окончания колледжа друг Макдональда отвёл его на импровизированное комедийное шоу в театре, после чего Макдональд уволился с работы в банке и записался на программу импровизации. Он был членом импровизационной труппы с 1992 по 1997 год. В течение этого времени он также сотрудничал с Роджером Корманом.